# Шперк, Фёдор Эдуардович
Фёдор (Фри́дрих) Эдуа́рдович Шперк (10 [22] апреля 1872, Санкт-Петербург — 7 [19] октября 1897, Финляндия, Российская империя) — публицист, литературный критик, философ, поэт (псевдонимы Ор, Апокриф).

## Биография
Родился в Санкт-Петербурге в семье врача-венеролога Эдуарда Шперка, брат инженера Густава Шперка. Фёдор Шперк получил традиционное для выходца из лютеранской семьи образование: в 1887 году он окончил Петришуле и, по настоянию родителей, поступил в Петербургский университет, на юридический факультет. Бросив университет, с 1891 начал жить на литературные заработки. Сотрудничал с журналом «Вопросы психологии и философии», с газетами «Гражданин», «Школьное обозрение», с 1895 г. — постоянный сотрудник и глава литературно-критического отдела газеты «Новое Время».
Был женат на Анне Лавровне Шперк (урождённой Безух; 1870—1954), имел троих детей, в числе которых военный инженер Венедикт Шперк.
Умер в 1897 от туберкулёза в Императорском санатории «Халила», отпет в местной церкви. Похоронен на Смоленском лютеранском кладбище в Санкт-Петербурге.

## Ф. Э. Шперк и В. В. Розанов

### История дружбы
Более всего Фёдор Шперк известен в качестве «младшего друга» Василия Розанова, часто упоминаемого на страницах розановской эссеистики. Знакомство, сначала заочное, Розанова и Шперка началось в 1890, когда Шперк, студент Петербургского университета, прочёл работу В. Розанова «Место христианства в истории» и написал её автору восторженное письмо. Розанов принимал близкое участие в литературной судьбе Шперка, познакомив его с литературными критиками Н. Н. Страховым, В. П. Бурениным и редактором газеты «Новое Время» А. С. Сувориным, с которым Шперк сотрудничал на протяжении пяти лет.
Шперк, в свою очередь, часто обращался за помощью к Розанову, прося о протекции в издательских кругах. Позднее отношения Розанова и Шперка перешли в дружбу, В. Д. Розанова была крёстной матерью одного из сыновей Шперка. С 1892 по 1897 гг. Шперк опубликовал в газетах «Новое Время» и «Гражданин» несколько работ о творчестве Розанова: статья «В. В. Розанов. Опыт характеристики»; рецензия на книгу «Красота в природе и её смысл»; статья под рубрикой «Современные заметки» — размышления по поводу «Сумерек просвещения». После выхода в свет публикаций Розанова о Гоголе («Несколько слов о Гоголе» и «Как произошёл тип Акакия Акакиевича»), Шперк откликнулся статьёй на гоголевские темы «О характере (к вопросу о творческой психике) гоголевского творчества».
Помимо них, Шперк был автором работ, не касавшихся Розанова непосредственно, но содержавших принципиальные оценки его творчества (например, рецензия на «Философский Ежегодник» Я. Колубовского в «Новом Времени»). Розанов следил за литературной деятельностью Шперка и как друг, и как коллега-литератор. Он рекомендовал Шперка издателям и литераторам, написал благожелательную заметку о Шперке: «Две философии (Критическая заметка)», был автором некрологов на смерть Шперка, помещённых в «Русском обозрении», «Новом Времени», «Историческом Вестнике». Имя Шперка неоднократно встречается в эссеистско-дневниковых книгах Розанова «Уединённое» (1912) и «Опавшие листья» (1913—1915).

### Единомышленники или оппоненты?
Шперк знал Розанова до того, как тот пережил несколько идейных поворотов. В 1890-х годах Розанов был достаточно последователен в своих взглядах, ещё не заслужив репутацию «разноликого». Всячески приветствуя и подчеркивая «психологизм» розановских сочинений, Шперк понимал его как истолкование «настроений, пережитых человечеством и осознанных им этических идей». Познание человеческой природы, по мнению Шперка, было для Розанова сердцевиной всего творчества, позволяя сводить к единой основе изучение различных эпох и культур. Подобная основа мышления была близка Шперку тем, что именно в ней он видел «жизненность» философии в целом. На этом же основании Шперк делил всю современную ему философию на «философов-профессионалов» и «философов-самородков», среди которых «первые имеют литературный успех, вторым принадлежит жизненное значение» (Рецензия на: Я. Колубовский. Философский ежегодник: обзор книг, статей и заметок, преимущественно на русском языке, имеющих отношение к философским знаниям. — Москва, 1896. // «Новое Время», 1896, 25 декабря).
«Отвлечённые теоретизирования» Вл. Соловьёва Шперк относил к первым, Розанова с его «философией истории» относился ко вторым. Шперк настаивал на практической пользе как философии, так и всего литературного творчества, которое рассматривал как «дело христианской любви». Он находил у Розанова подтверждение своей мысли о том, что именно литература есть «деятельно просвещающая сила в нашей стране». Выдвинутая Шперком в литературно-критических статьях теория «христианского стиля» русской литературы, трактовавшая любое художественное творчество с позиции «как художник выражает и понимает Божеское», встретила сочувственное отношение со стороны Розанова.
В свою очередь философия Шперка была близка Розанову своим мистицизмом и религиозностью. В статье «Две философии», Розанов относит работы Шперка к «неофициальной ветви» русской философии. Справедливо упрекая Шперка в отсутствии у него традиционных навыков письменного изложения, Розанов, тем не менее, видел в его работах «книгу, как живое и целое явление, несущее на себе печать лица», то есть частное и глубоко-личное осмысление отношений личности с космосом. Шперк поддерживал увлечение Розанова идеей пола, но не разделял его главных положений. Философия Розанова, взятая в целом, утверждала пол как соединение плоти и духа, воплощение природного начала, неразрывно связанного с религией. В работах Шперка, вслед за Розановым, идея пола также получает метафизическое истолкование, однако, если для Розанова интересно прежде всего взаимодействие духа и плоти, дающее «все живое», то Шперк сосредотачивается в основном на моменте духовного преодоления полового различия. Для Розанова итог взаимодействия духа и плоти — «рождение младенца с душой», в чём и состоит цельность бытия; для Шперка любящие и уважающие друг друга мужчина и женщина способны к соединению, но не по чувственным или эротическим мотивам, а чтобы стать частью «некоего совершенного целого — церкви», и, таким образом, достигнуть «полноты и цельности человеческой природы в едином мировом восхождении к Богу». Увлечение Розанова идеей пола привело его к конфликту с христианством, в то время как Шперк пришёл к апологетике христианства: «Только церковью освящённый брак — благодатен и реален; только христианская любовь истинна и действительна» (Мысль и рефлексия. Афоризмы. Спб. 1895).

### Ф. Э. Шперк в «Уединённом» Василия Розанова: реальный человек или миф?
Шперк умер в возрасте 25 лет, не успев добиться большой известности. Розанов много писал о Шперке в эссеистических произведениях, цитировал его, поражался верности и глубине его мысли. Высказывания Розанова содержат крайне высокую оценку Шперка как критика и мыслителя: «гениальный Шперк», «мальчик-гений», «проницательный», «только одно он давал впечатление: сила, сила идёт». Однако, многие современники с сомнением относились к такому «восхвалению» Шперка (См. Перцов П. П. Литературные воспоминания. — М-Л.: Academia, 1933. — с. 200—201; Голлербах Э. Ф. В. В. Розанов. Жизнь и творчество. — Пгд., 1922. — с.19, 26).
Скандальные рецензии Шперка на книги Вл. Соловьёва, А. Волынского, Я. Надсона принесли ему репутацию «наглого» и «самоуверенного» критика. Философия Шперка считалась «перепевом кое-каких мотивов классической философии» (Э. Ф. Голлербах) и была мало понятна, в том числе во многих своих положениях и Розанову. В переписке Розанов не был так щедр на комплименты, как на страницах «Уединённого». В литературных конфликтах Розанов нередко выступал против Шперка (например, по свидетельству Э. Голлербаха, в полемике по поводу рецензии Шперка на книгу Вл. Соловьёва «Оправдание добра» выступил на стороне последнего). Шперк по многим вопросам не соглашался с Розановым, спорил с ним как устно, так и в печати. Однако, на страницах «Опавших листьев» и «Уединённого» появляется «гениальный Шперк», которого Розанов ставит «выше себя» и выше многих других более известных современных ему мыслителей.
Такая оценка Шперка была далека от реальных отношений уже известного литератора и начинающего критика. При жизни Шперка Розанов ни разу в своих оценках не поднялся выше доброжелательной рецензии. Спустя полтора десятилетия после смерти своего младшего друга, Розанов творит «миф о Шперке». Появляясь на страницах «Уединённого», «Опавших листьев» и в комментариях Розанова к переписке с Н. Н. Страховым («Литературные изгнанники», 1913), из реального человека Шперк превращается в сквозной персонаж единого художественного текста. Имя Шперка постоянно связывается Розановым с образом литератора-«разночинца» 1890-х годов, темой «литературного изгнанничества» и темой смерти и бессмертия. Сочетая реальные факты и своё субъективное их восприятие, Розанов воссоздаёт фигуру Шперка, делая упор на тех чертах и качествах, которые были близки ему самому: философский склад личности, постоянная рефлексия даже в бытовых мелочах, непрерывный поиск новых путей самовыражения, неприятие «шаблона», идеал семьи и брака.
Однако, при этом Розанов не вспомнил о крайних антисемитских высказываниях Шперка в печати, о его теории «христианского стиля» русской литературы, о последовательных выступлениях Шперка против декадентской литературы. Образ Шперка противоречит реальному человеку, но закономерен в данном тексте: Розанов создал образ единомышленника, система «я» и «наши» и место Шперка в ней была для Розанова важнее, чем подробности литературной полемики прошлых лет. Ранняя смерть Шперка и его быстрое забвение стали составляющими мотивами темы бессмертия души, постоянно звучащей у Розанова в «Уединённом» и «Опавших листьях».